# 四番町 (千代田区)
四番町（よんばんちょう）は、東京都千代田区の町名。住居表示は未実施地域。「丁目」の設定のない単独町名である。「番町」地区の一つ。

## 地理
東京都千代田区西部に位置する。地域北部は二七通りに接し、これを境に五番町・九段南にそれぞれ接する。地域東部は三番町に接する。地域南部は一番町に接する。地域西部は日本テレビ通りに接し、これを境に六番町に接する（地名はいずれも千代田区）。
地域内は高級マンションや学校が主体的になっている地域である。ほかに商業地としてオフィスビルも見られる。
この場所に内閣総理大臣の若槻禮次郎が居住したことから、当時「大臣横丁」と称される通りがあった。

## 歴史
現在の四番町は、旧「中六番町」全域を1938年8月1日に改称したもの。

## 世帯数と人口
2025年（令和7年）3月1日現在（千代田区発表）の世帯数と人口は以下の通りである。
- 世帯数 : 1,296世帯
- 人口 : 2,947人

### 人口の変遷
国勢調査による人口の推移。
| 年                 | 人口  |
| ------------------ | ----- |
| 1995年（平成7年）  | 1,325 |
| 2000年（平成12年） | 1,551 |
| 2005年（平成17年） | 1,938 |
| 2010年（平成22年） | 2,200 |
| 2015年（平成27年） | 2,543 |
| 2020年（令和2年）  | 2,674 |

### 世帯数の変遷
国勢調査による世帯数の推移。
| 年                 | 世帯数 |
| ------------------ | ------ |
| 1995年（平成7年）  | 485    |
| 2000年（平成12年） | 622    |
| 2005年（平成17年） | 803    |
| 2010年（平成22年） | 931    |
| 2015年（平成27年） | 1,137  |
| 2020年（令和2年）  | 1,188  |

## 学区
区立小・中学校に通う場合、学区は以下の通りとなる（2017年8月現在）。なお、千代田区の中学校では学校選択制度を導入しており、区内全域から選択することが可能。
| 番地                   | 小学校               | 中学校                                        |
| ---------------------- | -------------------- | --------------------------------------------- |
| 1〜3番地 8番地、11番地 | 千代田区立九段小学校 | 千代田区立麹町中学校 千代田区立神田一橋中学校 |
| 4〜6番地 7番地、9番地  | 千代田区立番町小学校 | 千代田区立麹町中学校 千代田区立神田一橋中学校 |

## 事業所
2021年（令和3年）現在の経済センサス調査による事業所数と従業員数は以下の通りである。
- 事業所数 : 160事業所
- 従業員数 : 5,143人

### 事業者数の変遷
経済センサスによる事業所数の推移。
| 年                 | 事業者数 |
| ------------------ | -------- |
| 2016年（平成28年） | 110      |
| 2021年（令和3年）  | 160      |

### 従業員数の変遷
経済センサスによる従業員数の推移。
| 年                 | 従業員数 |
| ------------------ | -------- |
| 2016年（平成28年） | 3,862    |
| 2021年（令和3年）  | 5,143    |

## 施設
- 伊勢半本店（本社）
- 千代田国際中学校・武蔵野大学附属千代田高等学院
- 専門学校東京ビジュアルアーツ
- ルクセンブルク大使館
- 日本テレビ四番町ビル
- 千代田区立四番町図書館
- 国立研究開発法人 科学技術振興機構 東京本部
- 四番町歴史民俗資料館
- 駐日本国ローマ法王庁大使館（三番町より移転）

## 交通
地域の中央を東西に番町学園通りが通っている。

## その他
千代田区の正式なローマ字表記は、例外として修正ヘボン式のYonbanchoが使用されている（同様非ヘボン式の使用例は千代田区三番町・中央区日本橋が挙げられる）。
かつて日本ソフトバンクの出版事業部が同地に置かれていたことから、同社の雑誌『Oh!FM』において、同地を舞台としたアドベンチャーゲーム「四番町アドベンチャ」（本来は『月刊アスキー』別冊『年刊Ah!SKI』に掲載された「表参道アドベンチャー」「南青山アドベンチャー」のパロディ）が制作・掲載されたことがある。

### 日本郵便
- 郵便番号 : 102-0081[4]（集配局 : 麹町郵便局[17]）。

## 出身・ゆかりのある人物
- 島田三郎（政治家・第19代衆議院議長）
- 島田孝一（交通経済学者、早稲田大学6代総長）
- 与謝野鉄幹（歌人、慶應義塾大学教授）
- 与謝野晶子（思想家）
- 若槻禮次郎（第25・28代内閣総理大臣、ほか大蔵大臣・内務大臣）
- 小室翠雲（日本画家、南画の大御所）
- 深谷伊三郎 (鍼灸師。立川志らくの祖父)